# Skipovac Donji (Doboj)
Pour les articles homonymes, voir Skipovac Donji.
Skipovac Donji (en serbe cyrillique : Скиповац Доњи) est un village de Bosnie-Herzégovine. Il est situé sur le territoire de la ville de Doboj et dans la république serbe de Bosnie. Selon les premiers résultats du recensement bosnien de 2013, il compte 74 habitants.
Jusqu'à la guerre de Bosnie-Herzégovine, le village faisait entièrement partie de la municipalité de Gračanica ; à la suite des accords de Dayton (1995), une portion de son territoire a été rattachée à la municipalité de Petrovo nouvellement créée et intégrée à la république serbe de Bosnie ; au recensement bosnien de 2013, cette portion se trouve désormais sur le territoire de la ville de Doboj.

## Démographie

### Évolution historique de la population
| 1948 | 1953 | 1961 | 1971 | 1981 | 1991 | 2013 |
| ---- | ---- | ---- | ---- | ---- | ---- | ---- |
| -    | -    | 787  | 758  | 651  | 493  | 74   |

|  |